# Thrixspermum saruwatarii
Thrixspermum saruwatarii là một loài lan bản địa của miền trung và miền nam Đài Loan.

## Hình ảnh

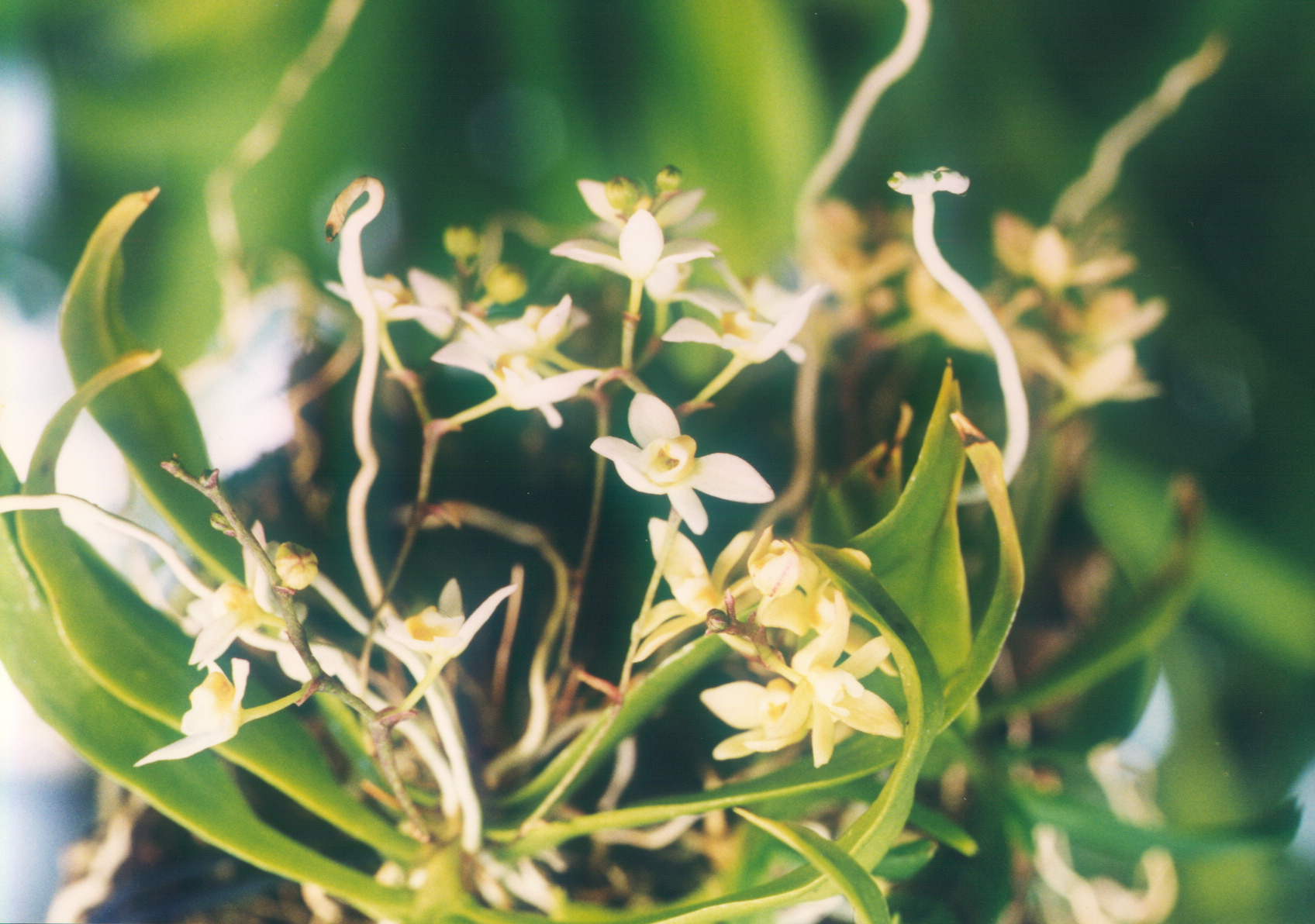
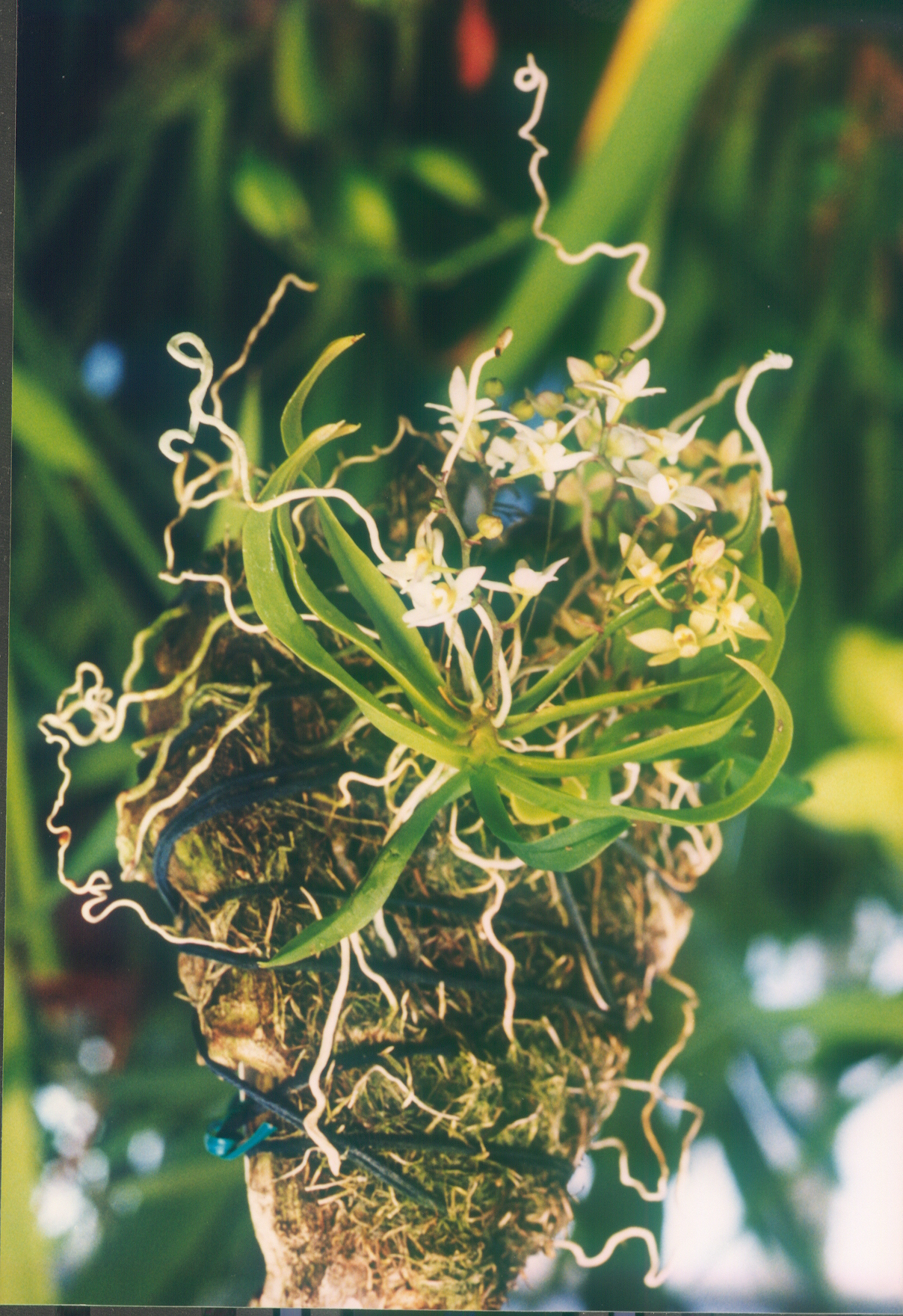
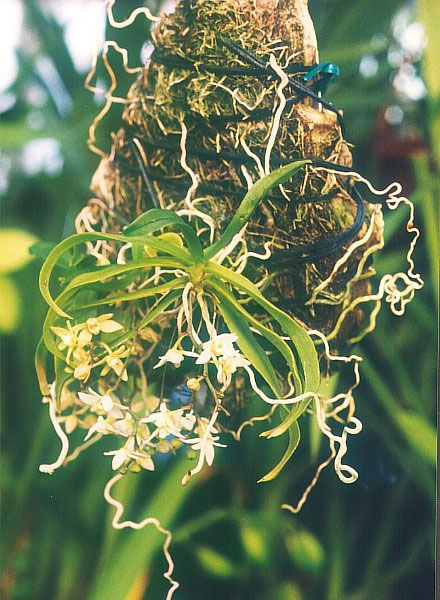

- Tư liệu liên quan tới Thrixspermum saruwatarii tại Wikimedia Commons
- Dữ liệu liên quan tới Thrixspermum saruwatarii tại Wikispecies